# Gornja Golubinja
Gornja Golubinja – wieś w Bośni i Hercegowinie, w Federacji Bośni i Hercegowiny, w kantonie zenicko-dobojskim, w gminie Žepče. W 2013 roku liczyła 399 mieszkańców, z czego większość stanowili Boszniacy.